# Sinegor'e
Sinegor'e (in lingua russa Синегорье) è un centro abitato dell'Oblast' di Magadan, situato nello Jagodninskij rajon.